# Học đôi tình bạn

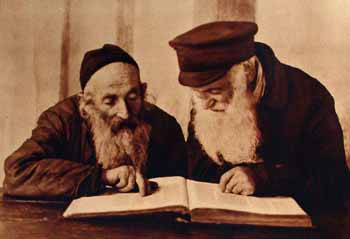
Hai ông lão người Do Thái học đôi tình bạn

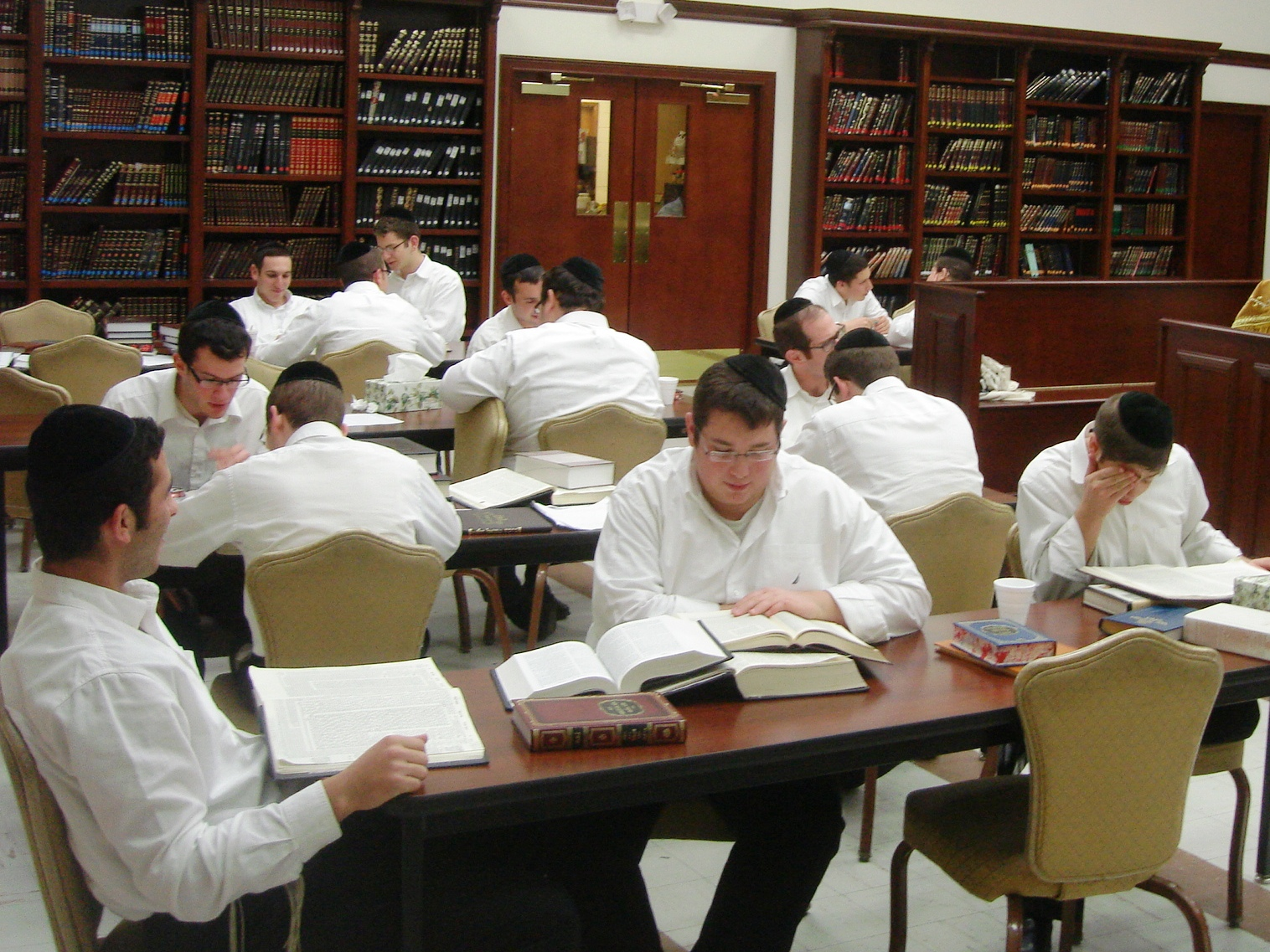
Người Do Thái học đôi tình bạn

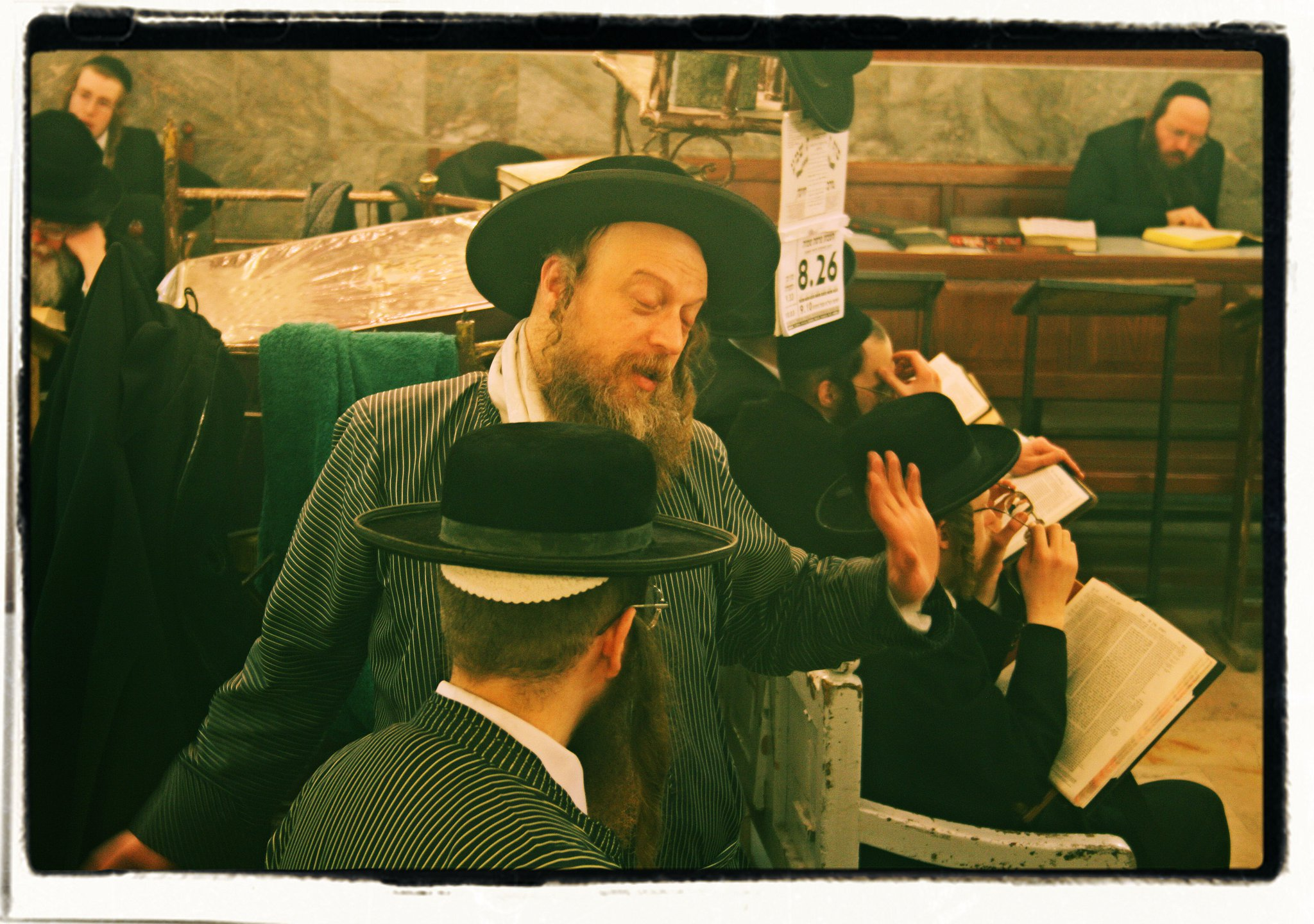
Hai người Do Thái đang tranh luận trong quá trình học đôi tình bạn

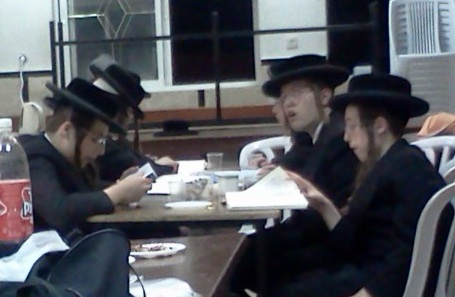
Học sinh người Do Thái học nhóm

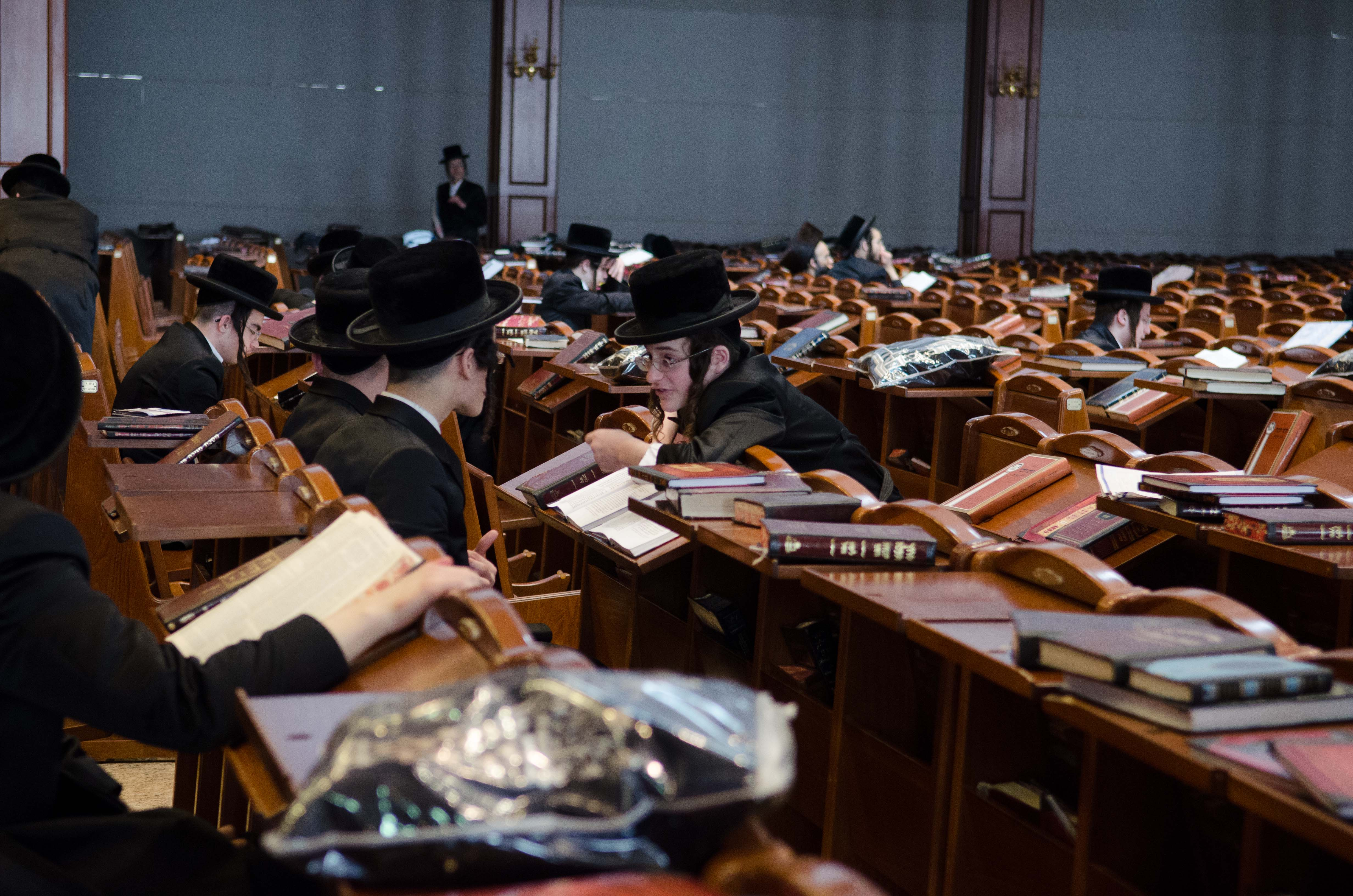
Hai em học sinh người Do Thái học đội tình bạn trong Chủng viện Do Thái

Học đôi tình bạn (người Do Thái gọi là Chavrusa - phiên âm ký tự Latin) có nguồn gốc từ tiếng Aramaic חַבְרוּתָא nghĩa là tình bạn hay tình bằng hữu. Học đôi tình bạn là một phương pháp truyền thống của Do Thái Giáo và người Do Thái. Phương pháp Học đôi tình bạn được áp dụng trong việc học kinh Talmud của đạo Do thái giáo. Phương pháp này được sử dụng phổ biến trong Chủng viện Do Thái, nó khuyến khích các cặp đôi học sinh người Do Thái có tính cách và trình độ và kỹ năng tương đồng sẽ cùng nhau phân tích các đoạn văn bản, từng câu từng chữ trong Kinh Thánh, tranh luận về một đoạn văn mà cả hai người cùng đọc.
Không giống như lối học giữa thầy giáo và học sinh với mục đích là ghi nhớ, lặp lại những gì đã học để kiểm tra, Học đôi tình bạn bắt buộc học sinh phải sử dụng tư duy suy nghĩ ý kiến của chính bản thân để tranh luận và phân tích và sắp xếp các chuỗi logic một cách hợp lý, học sinh người Do Thái phải giải thích lý do cho bạn đồng hành cùng hiểu, và học sinh người Do Thái cũng phải chú ý lắng tai nghe ý kiến của bạn đồng hành, câu hỏi thắc mắc của bạn đồng hành, cả hai người học sinh Do Thái sẽ cùng nhau sửa chữa những lỗi lầm khuyết điểm của nhau và cùng nhau nâng cấp và bổ sung ý tưởng của nhau.

## Định nghĩa
Học đôi tình bạn được người Do Thái gọi là Chavrusa và trong tiếng Aramaic có nghĩa là tình bạn hay tình bằng hữu. Các thầy đạo sử dụng thuật ngữ có cùng nguồn gốc là chaver (חבר, "bạn" hoặc "đồng hành") để nói tới những người học kinh thánh Torah.
Trong đạo Do Thái Giáo chính thống, học đôi tình bạn có nghĩa là hai học sinh người Do Thái mặt đối mặt cùng nhau học tập. Khi có ba học sinh người Do Thái trở lên thì gọi là Chavurah nghĩa học nhóm (tiếng Hebrew: חַבוּרָה, nhóm).